# Női 4 × 5 km-es sífutóváltó a 2022. évi téli olimpiai játékokon
A 2022. évi téli olimpiai játékokon a sífutás női 4 × 5 km-es váltó versenyszámát február 12-én rendezték. Az aranyérmet az Orosz Olimpiai Bizottság váltója nyerte. Magyar csapat nem vett részt a versenyen.

## Végeredmény
A verseny 15:30-kor (magyar idő szerint 8:30-kor) kezdődött. Az időeredmények másodpercben értendők.
| Helyezés | R  | Csapat | Idő                                       | Hátrány |
| -------- | -- | --- | ----------------------------------------- | ------- |
| Arany    | 2  | Az Orosz Olimpiai Bizottság versenyzői (ROC) · Julija Sztupak · Natalja Nyeprjajeva · Tatyjana Szorina · Veronyika Sztyepanova | 53:41,0 14:21,3 14:06,4 12:39,2 12:34,1   |         |
| Ezüst    | 5  | Németország (GER) · Katherine Sauerbrey · Katharina Hennig · Victoria Carl · Sofie Krehl                                       | 53:59,2 14:22,8 14:00,6 12:38,5 12:57,3   | +18,2   |
| Bronz    | 6  | Svédország (SWE) · Maja Dahlqvist · Ebba Andersson · Frida Karlsson · Jonna Sundling                                           | 54:01,7 14:41,1 14:07,3 12:48,5 12:24,8   | +20,7   |
| 4.       | 3  | Finnország (FIN) · Anne Kyllönen · Johanna Matintalo · Kerttu Niskanen · Krista Pärmäkoski                                     | 54:02,2 14:33,9 14:15,0 12:31,1 12:42,2   | +21,2   |
| 5.       | 1  | Norvégia (NOR) · Tiril Udnes Weng · Therese Johaug · Helene Marie Fossesholm · Ragnhild Haga                                   | 54:09,8 14:48,4 13:57,8 12:30,4 12:53,2   | +28,8   |
| 6.       | 4  | Egyesült Államok (USA) · Hailey Swirbul · Rosie Brennan · Novie McCabe · Jessie Diggins                                        | 55:09,2 14:46,0 14:13,8 12:59,7 13:09,7   | +1:28,2 |
| 7.       | 7  | Svájc (SUI) · Laurien van der Graaff · Nadine Fähndrich · Nadja Kälin · Alina Meier                                            | 56:41,5 14:45,2 14:12,9 13:38,5 14:04,9   | +3:00,5 |
| 8.       | 18 | Olaszország (ITA) · Anna Comarella · Caterina Ganz · Martina Di Centa · Lucia Scardoni                                         | 57:20,5 15:28,1 15:11,4 13:17,9 13:23,1   | +3:39,5 |
| 9.       | 9  | Kanada (CAN) · Katherine Stewart-Jones · Dahria Beatty · Cendrine Browne · Olivia Bouffard-Nesbitt                             | 57:20,9 15:04,5 15:01,6 13:17,0 13:57,8   | +3:39,9 |
| 10.      | 16 | Kína (CHN) · Chi Chunxue · Li Hszin · Jialin Bayani · Ma Qinghua                                                               | 57:49,7 15:02,9 15:15,9 13:39,5 13:51,4   | +4:08,7 |
| 11.      | 10 | Japán (JPN) · Masako Ishida · Masae Tsuchiya · Chika Kobayashi · Miki Kodama                                                   | 58:40,6 14:33,6 15:53,9 13:59,8 14:13,3   | +4:59,6 |
| 12.      | 17 | Franciaország (FRA) · Léna Quintin · Delphine Claudel · Flora Dolci · Mélissa Gal                                              | 59:03,9 16:06,6 15:23,8 13:23,6 14:09,9   | +5:22,9 |
| 13.      | 8  | Csehország (CZE) · Tereza Beranová · Petra Nováková · Kateřina Janatová · Petra Hynčicová                                      | 59:32,6 17:08,7 15:27,8 13:14,6 13:41,5   | +5:51,6 |
| 14.      | 12 | Lengyelország (POL) · Izabela Marcisz · Monika Skinder · Weronika Kaleta · Karolina Kukuczka                                   | 1:00:21,5 15:24,8 16:01,4 14:24,8 14:30,5 | +6:40,5 |
| 15.      | 11 | Kazahsztán (KAZ) · Kseniya Shalygina · Angelina Shuryga · Nadezhda Stepashkina · Irina Bykova                                  | 1:01:15,4 15:51,3 16:00,4 14:12,0 15:11,7 | +7:34,4 |
| 16.      | 14 | Észtország (EST) · Kaidy Kaasiku · Merlii Mariel · Keidy Kaasiku · Aveli Uustalu                                               | 1:01:18,9 15:45,5 15:38,9 14:02,2 15:52,3 | +7:37,9 |
| 17.      | 15 | Lettország (LAT) · Patrīcija Eiduka · Kitija Auziņa · Baiba Bendika · Samanta Krampe                                           | 1:01:20,6 15:20,8 16:11,0 13:11,8 16:37,0 | +7:39,6 |
| 18.      | 13 | Ukrajna (UKR) · Viktoriya Olekh · Valiantsina Kaminskaya · Maryna Antsybor · Daria Rublova                                     | lekörözték 17:55,5 lekörözték             | –       |